# Silvestrus ceylonicus
Silvestrus ceylonicus är en mångfotingart som först beskrevs av Pocock 1892.  Silvestrus ceylonicus ingår i släktet Silvestrus och familjen penseldubbelfotingar. Inga underarter finns listade i Catalogue of Life.